# Yoshitsugu Matsuoka
Yoshitsugu Matsuoka (松岡 禎丞, Matsuoka Yoshitsugu; Hokkaido, 17 de setembro de 1986) é um dublador japonês, afiliado da I'm Enterprise.

## Dublagens

### Anime
2009
- Eden of the East (AKX20000)

2010
- Mayoi Neko Overrun! (Student 3)
- Ōkami-san to Shichinin no Nakamatachi (Inuzuka)
- Oreimo (Kaede Makabe, estudante)

2011
- Ano Hi Mita Hana no Namae o Bokutachi wa Mada Shiranai (estudante)
- Bakuman 2 (Takahashi)
- Dream Eater Merry (estudante)
- Hanasaku Iroha (Kirito Sakurai)
- Jewelpet Tinkle (Alpha)
- Kami-sama no Memo-chō (Narumi Fujishima)
- Mai no Mahō to Katei no Hi (Hikaru Tatsumi)
- Puella Magi Madoka Magica (Nakazawa)
- Ro-Kyu-Bu! (Kazunari Uehara)
- Sacred Seven (Fujimura)
- Shakugan no Shana Final (François Auric)
- The Qwaser of Stigmata II (Leon Max Muller)
- The Idolmaster (Shouta Mitarai)[2]
- Wandering Son (Riku Seya)

2012
- Black Rock Shooter (Taku Katsuchi)
- Bodacious Space Pirates (San-Daime)
- Code Geass: Boukoku no Akito (Naruse Yukia)
- Campione! (Godōu Kusanagi)
- High School DxD (Freed Sellzen)[3]
- Hori-san to Miyamura-kun: Shingakki (Izumi Miyamura)[4]
- Lagrange: The Flower of Rin-ne (Array)
- Sword Art Online (Kirito / Kazuto Kirigaya)[2]
- Tari Tari (Makoto Miyamoto)
- Sakura-sō no Pet na Kanojo (Sorata Kanda)[2]

2013
- Oreimo (Kaede Makabe)
- Miyakawa-ke no Kūfuku (Kazuhiko Ōsawa)
- Makai Ouji: Devils and Realist (Sitri)
- High School DxD New (Freed Sellzen)
- Magi: The Kingdom of Magic (Titus Alexius)
- Nagi no Asukara (Shun Sayama)

2014
- Blade & Soul (Shou)
- Buddy Complex (Aoba Watase)
- Mahouka Koukou no Rettousei (Masaki Ichijō)
- The Comic Artist and Assistants (Yūki Aito)
- M3: Sono Kuroki Hagane (Akashi Sazanuma)
- No Game No Life (Sora)
- Nobunaga the Fool (Magellan)
- Tsubasa to Hotaru (Aki Hidaka)
- Sword Art Online II (Kirito / Kazuto Kirigaya)
- Akame ga Kill! (Lubbock)
- Trinity Seven (Arata Kasuga)

2015
- Dungeon ni Deai wo Motomeru no wa Machigatteiru Darou ka (Bell Cranel)
- Shokugeki no Souma (Yukihira Souma)
- Saekano: Saenai Heroine no Sodatekata (Tomoya Aki)

2018
- Saiki Kusuo no Psi-nan (Rentaro e Anpu)

### Jogos
- Shiratsuyu no Kai (Tsukamoto Ryouta)
- Sword Art Online: Infinity Moment (Kirito/Kazuto Kirigaya)
- Glass Heart Princess (Doumyouji Gai)
- Glass Heart Princess: Platinum (Doumyouji Gai)
- Phantasy Star Nova (Seil)
- Grand Chase: Dimensional Chaser (Lass)
- Genshin Impact (Xiao)
- Tales of Arise (Law)

### Vomics
- Nisekoi (Raku Ichijō)